# الإسلام في قرغيزستان
الغالبية العظمى من سكان قيرغيزستان مسلمون. اعتبارًا من عام 2020 فإن 90٪ من سكان البلاد مسلمين. هم عمومًا سنة يتبعون المذهب الحنفي، الذي دخل المنطقة خلال القرن الثامن. الجزء الجنوبي من البلاد أكثر تديناً. ظلت قيرغيزستان دولة علمانية بعد سقوط الشيوعية، والتي كان لها تأثير سطحي فقط على الممارسات الدينية عندما كانت قيرغيزستان جمهورية سوفيتية، على الرغم من سياسة الإلحاد الحكومية. معظم سكان قيرغيزستان الروس هم من الأرثوذكس. والأوزبك، الذين يشكلون 14.9 في المائة من السكان، هم من المسلمين السنة بشكل عام.

## التاريخ
عرفت هذه المنطقة عند المسلمين بوادي فرغانة، ويشغل هذا الوادي وسط قيرغيزيا حالياً، ويمثل دعامة التجمع السكاني والقلب الاقتصادي بقيرغيزيا، ووصول الإسلام إليها ارتبط بوصوله إلى وسط قارة آسيا، حيث إقليم التركستان، ووصل الإسلام هذا الإقليم بعد أن فتح المسلمون خرسان، وقد انتشرت اللغة العربية مع انتشار الإسلام، وأصبحت اللغة الرسمية في دولة الخواقين.
وقام العديد من التجار بنشر الإسلام في منطقة فرغانة فقد كثرت تجارتهم بالإقليم وذلك بسبب مرور طريق القوافل والذي عرف بطريق الحرير بوادي فرغانة، وازداد الإسلام تمكيناً في عهد السلاجقة، وتعرض لفترة من الجمود في بداية غزو المغول ثم تحولت الدعوة إلى مرحلة الازدهار بعد إسلام ملوك المغول، واحتل الروس المنطقة في سنة (1282 هـ - 1866 م ) منتهزين فترة الضعف والتفكك، وأسسوا العديد من القري بوادي فرغانة، ثم تدفقت هجرتهم إليها، وفي عهد السوفيات تحولت قيرغيزستان إلى جمهورية اتحادية في سنة 1355 هـجرية
تتبع قيرغيزستان الآن الإدارة الدينية لوسط آسيا وقزاخستان، ومقرها مدينة طشقند، ويتعلم القيرغيز اللغة الروسية إلى جانب لغتهم الوطنية التي تكتب بحروف روسية، وكانت لغة تكتب بحروف عربية قبل التحول إلى الحروف اللاتينية، والقرغزية لهجة تترية تنتمي إلى أصول تركية، وقد تلاشت المدارس الإسلامية بقيرغيزيا ونقص عدد المساجد إلى 23 مسجداً في ظل الحكم الروسي، وفي نهاية (ديسمبر ) 1991 تم انهيار الاتحاد السوفيتي كنظام، وأصبحت قيرغيزيا جمهورية مستقلة.